# Новоалександровка (Уфа)
Новоалекса́ндровка, «Пятый лагерь» — исторический посёлок на берегу реки Белой  в промзоне Орджоникидзевского района города Уфы (Башкортостан). Жители были выселены вследствие нахождения посёлка в пределах санитарно-защитной зоны предприятий нефтяной промышленности.
До 1922 года Ново-Александровка Жуковского сельсовета Уфимского района
Считался экологически неблагополучным районом, попадавшим под выбросы нефтезаводов. С 1992 по 1995 годы работала программа по переселению жителей таких населенных мест в более благополучные экологически места.

## История
В посёлке жили рабочие нефтезаводов, ТЭЦ, 21-го треста. Для комсомольцев построили несколько поликлиник, больничный городок, детсад, школу, и прочую инфраструктуру. Как выяснилось, только что построенный комсомольский посёлок (называемый по старой памяти «5-й лагерь») оказался в трёхкилометровой санитарной зоне нефтезавода. Ещё в 1970-х годах Уфимский нефтеперерабатывающий завод имени XXII партсъезда на основании норм Министерства нефтяной промышленности СССР инициировал переселение посёлка. В башкирском обкоме партии также посчитали, что дешевле будет отселить 45 тысяч жителей микрорайона, чем сдерживать развитие нефтезавода. В 1997 году закончилось переселение посёлка.

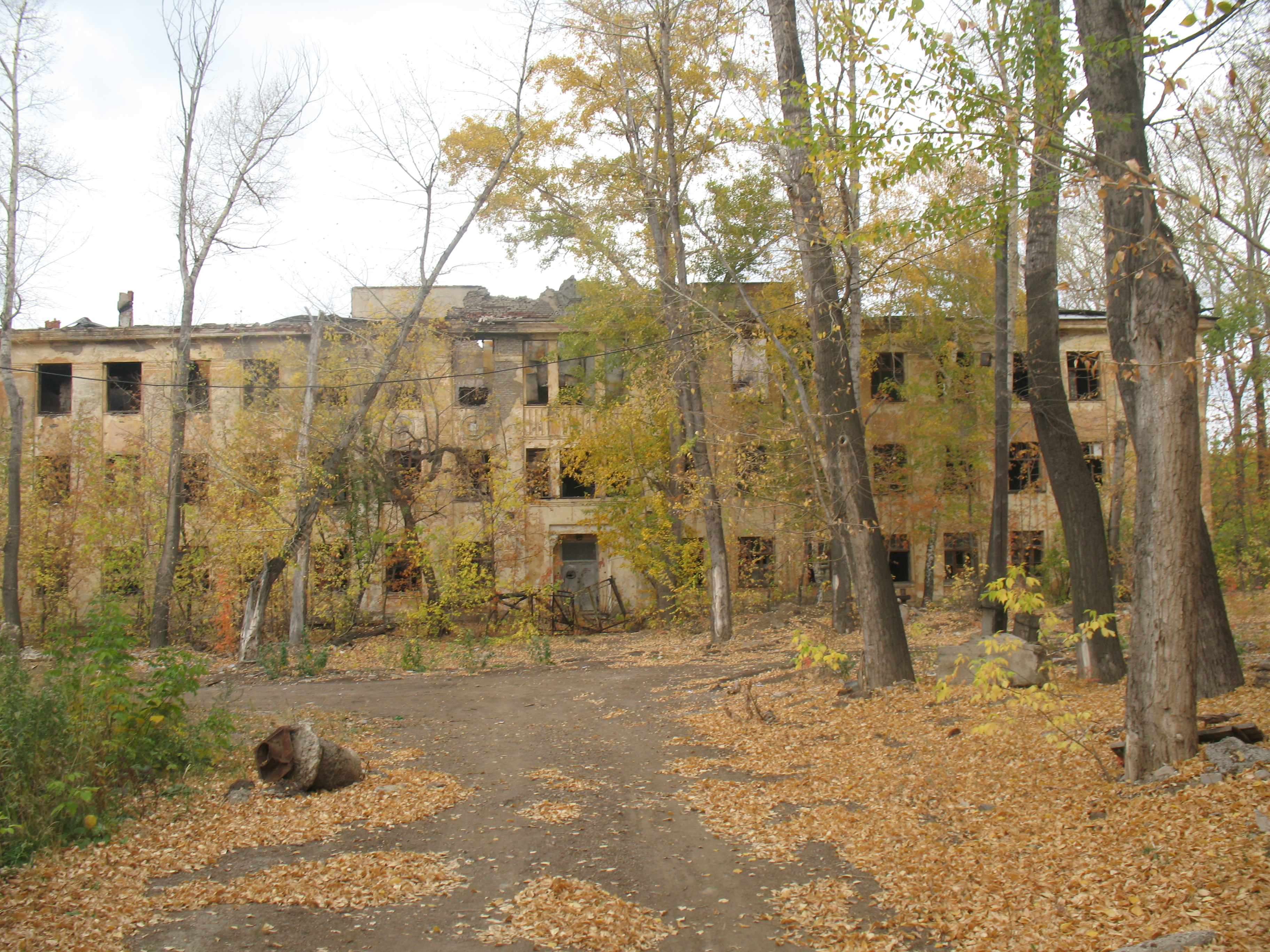
Заброшенное ПТУ
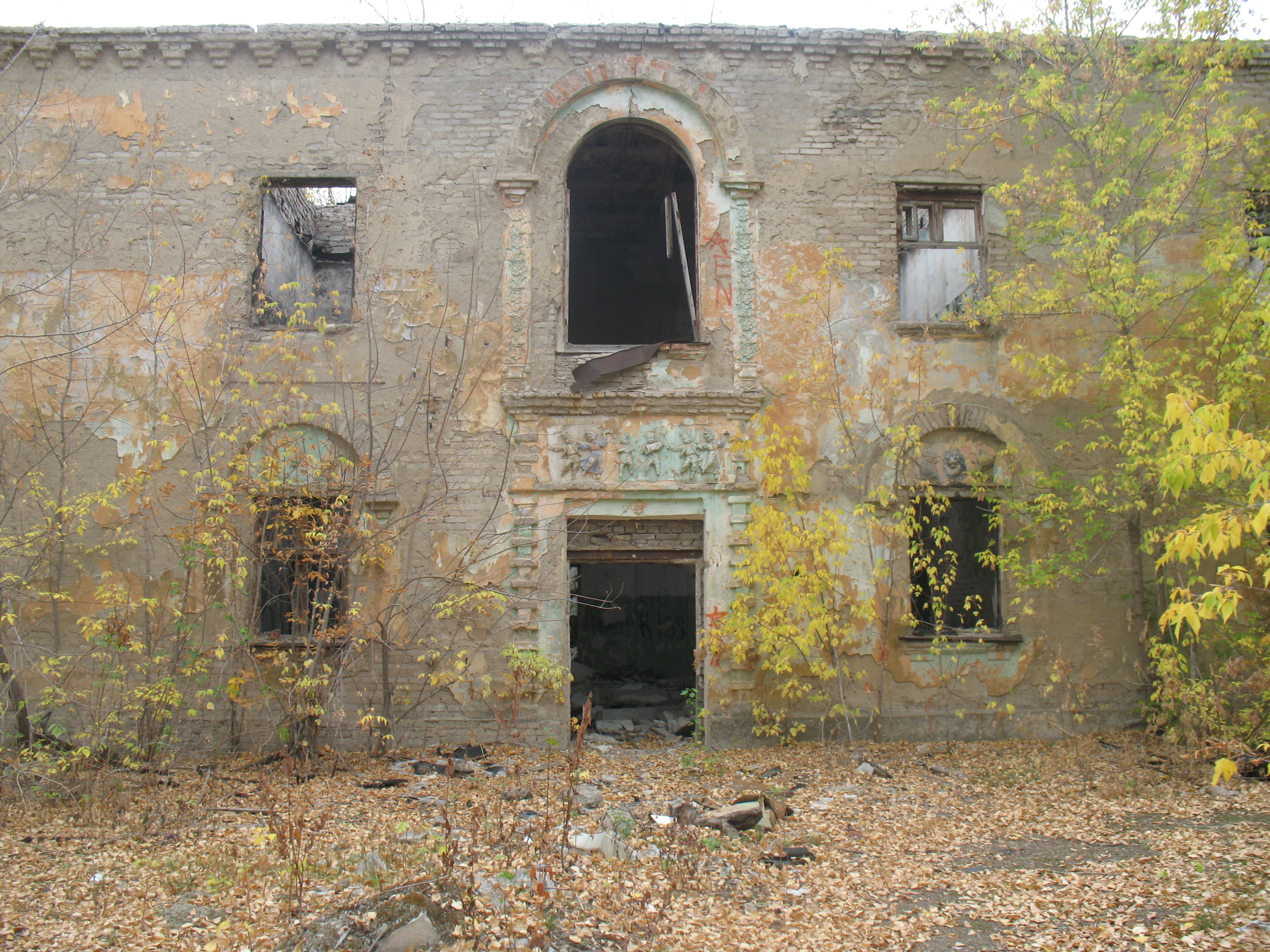
Покинутый детский сад

## Известные уроженцы
Едрёнкин, Михаил Акимович (1923—1970) — сапер 35-го штурм. инженерно-сапёрного батальона, Полный кавалер ордена Славы.

## Улицы
В нижеприведенном списке перечислены основные улицы, некоторые из них сегодня не существуют.
- ул. Дружная (в Мехколонне-111), ранее — Тихая[6];
- ул. Энергетиков — одновременно трасса промзоны, проходящая от Уфы к Благовещенску.
- ул. Новоалександровская
- ул. Сахалинская
- ул. Лизы Чайкиной
- ул. Циолковского
- ул. Мифтахова
- ул. Цулукидзе
- ул. Парижской Коммуны
- ул. Хусаина Ямашева
- ул. Пржевальского
- ул. Псковская
- ул. Неманская
- ул. Турбинная
- ул. Зелинского
- ул. Армейская
- ул. 5-я уфимская
- ул. Крашенникова
- ул. Эрнста Тельмана